# Скай-Лейк (Флорида)
Скай-Лейк (англ. Sky Lake) — статистически обособленная местность, расположенная в округе Ориндж (штат Флорида, США) с населением в 5651 человек по статистическим данным переписи 2000 года.

## География
По данным Бюро переписи населения США статистически обособленная местность Скай-Лейк имеет общую площадь в 3,37 квадратных километров, водных ресурсов в черте населённого пункта не имеется.
Статистически обособленная местность Скай-Лейк расположена на высоте 30 м над уровнем моря.

## Демография
| Год переписи        | Нас. |  | %±    |
| ------------------- | ---- |  | ----- |
| 1980                | 6692 |  | —     |
| 1990                | 6202 |  | −7,3% |
| 2000                | 5651 |  | −8,9% |
| 1980–2000 Источник: |      |  |       |

По данным переписи населения 2000 года в Скай-Лейк проживало 5651 человек, 1468 семей, насчитывалось 1955 домашних хозяйств и 2122 жилых дома. Средняя плотность населения составляла около 1676,85 человек на один квадратный километр. Расовый состав населённого пункта распределился следующим образом: 69,99 % белых, 12,26 % — чёрных или афроамериканцев, 0,34 % — коренных американцев, 2,27 % — азиатов, 0,74 % — выходцев с тихоокеанских островов, 5,10 % — представителей смешанных рас, 9,31 % — других народностей. Испаноговорящие составили 34,68 % от всех жителей статистически обособленной местности.
Из 1955 домашних хозяйств в 30,7 % воспитывали детей в возрасте до 18 лет, 53,8 % представляли собой совместно проживающие супружеские пары, в 15,4 % семей женщины проживали без мужей, 24,9 % не имели семей. 18,4 % от общего числа семей на момент переписи жили самостоятельно, при этом 8,3 % составили одинокие пожилые люди в возрасте 65 лет и старше. Средний размер домашнего хозяйства составил 2,89 человек, а средний размер семьи — 3,27 человек.
Население статистически обособленной местности по возрастному диапазону по данным переписи 2000 года распределилось следующим образом: 25,3 % — жители младше 18 лет, 8,3 % — между 18 и 24 годами, 28,9 % — от 25 до 44 лет, 22,6 % — от 45 до 64 лет и 14,8 % — в возрасте 65 лет и старше. Средний возраст жителей составил 37 лет. На каждые 100 женщин в Скай-Лейк приходилось 94,6 мужчин, при этом на каждые сто женщин 18 лет и старше приходилось 92,1 мужчин также старше 18 лет.
Средний доход на одно домашнее хозяйство статистически обособленной местности составил 36 791 доллар США, а средний доход на одну семью — 41 505 долларов. При этом мужчины имели средний доход в 24 902 доллара США в год против 19 309 долларов среднегодового дохода у женщин. Доход на душу населения статистически обособленной местности составил 36 791 доллар в год. 10,4 % от всего числа семей в населённом пункте и 12,9 % от всей численности населения находилось на момент переписи населения за чертой бедности, при этом 17,9 % из них были моложе 18 лет и 13,4 % — в возрасте 65 лет и старше.